# Волинський провулок (Київ)
Воли́нський провулок — зниклий провулок, що існував у Залізничному, нині Солом'янському районі міста Києва, місцевість Чоколівка. Провулок пролягав від Волинської вулиці до кінця забудови (у кварталі між вулицями Сім'ї Ідзиковських та Академіка Карпинського).

## Історія
Провулок виник у 1-й третині XX століття, на карті 1935 року - Франц.[узький] (?), під назвою Волинський вперше позначений на німецькому плані міста 1943 року. Ліквідований разом із навколишньою малоповерховою забудовою наприкінці 1970-х — на початку 1980-х років.